# Тиудигото
Тиудигото (лат. Thiudigoto, ср.-греч. Θευδιχοϋσα; умерла не ранее 502) — королева вестготов (между 493 и 502—507) по браку с Аларихом II из династии Балтов.

## Биография
О Тиудигото сообщается в нескольких раннесредневековых исторических источниках: в том числе, в «О происхождении и деяниях гетов» Иордана, «Войне с готами» Прокопия Кесарийского, «Анониме Валезия», а также в письмах Кассиодора.
Тиудигото была одной из дочерей Теодориха Великого (возможно, второй). Имя её матери неизвестно. По свидетельству Иордана, та была конкубиной короля остготов, однако в «Анониме Валезия» она названа законной супругой Теодориха Великого. Тиудигото родилась тогда, когда остготы жили в Мёзии. Дата её рождения определяется периодом с 475 по 488 год включительно. Иногда указывается, что до крещения Тиудигото звали Аравагнис (лат. Aravagnis), под которым она упоминается в «Анониме Валезия», но эти данные ошибочны. Её единоутробной сестрой была Острогото, а единокровной — Амаласунта. Вероятно, Тиудигото была арианкой.
Вместе с другими членами семьи Теодориха Великого Тиудигото участвовала в переселении остготов на Апеннинский полуостров. Здесь же она была выдана отцом замуж за короля Вестготского государства Алариха II. Это был династический брак, призванный скрепить союз между правителями остготов и вестготов. Дата бракосочетания Тиудигото и Алариха II неизвестна. В трудах современных медиевистов называются разные даты от 493 до 502 года включительно. Более ранние даты связываются с завоеванием остготами Италии, когда Аларих II способствовал победе Теодориха Великого над Одоакром. Более поздние даты объясняются союзом между Аларихом II и Теодорихом, заключённым во время войны вестготов с франками короля Хлодвига I. Одновременно Теодорих Великий сделал Алариха II сыном по оружию, что подразумевало признание правителем вестготов над собой верховной власти остготского короля. Об этом же свидетельствует и имя, данное единственному сыну Алариха II и Тиудигото — Амаларих: одной из составляющих этого имени было название династии Амалов, к которой принадлежал Теодорих Великий.
На правах тестя Алариха II король Теодорих Великий в 506—507 годах предпринял несколько попыток предотвратить новый военный конфликт между вестготами и франками. Однако все его усилия были безрезультатными. В начавшейся войне вестготы потерпели сокрушительной поражение: Аларих II пал в битве при Вуйе, а от Вестготского королевства были отторгнуты почти все галльские владения за исключением Септимании.
Амаларих во время гибели отца был ещё малолетним ребёнком. Только с помощью Теодориха Великого он смог овладеть престолом Вестготского королевства, на который также претендовал его единокровный брат Гезалех, сын Алариха II от неизвестной по имени женщины (возможно, конкубины).
Сведений о судьбе Тиудигото мосле гибели мужа не сохранилось: возможно, она скончалась ещё до того, как Амаларих под опекой своего деда в 511 году взошёл на вестготский престол.

## Комментарии

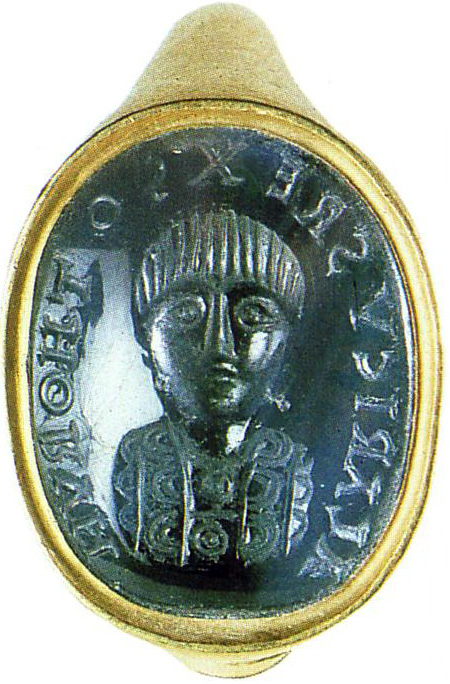
Аларих II.
Изображение на гемме. Музей истории искусств, Вена

1. ↑  Также известна как Теудигота (Theudigota), Теодегото (Theodegoto) и Теодегота (Theodegota).
2. ↑  Амаласунта была дочерью Теодориха Великого и франкской принцессы Аудофледы[12][17][18][19][20].
3. ↑  По мнению С. В. Санникова, до того как стать супругой Алариха II Тиудигото могла быть обручена с королём франков Хлодвигом I, на сестре которого Аудофледе Теодорих Великий тогда же женился. Однако стараниями епископов-никейцев Авита Вьенского и Ремигия Реймсского, опасавшихся усиления в Галлии влияния ариан, этот брак не состоялся, и супругой короля франков стала исповедовавшая ортодоксальное христианство бургундка Клотильда[22].
4. ↑  Дата рождения Амалариха неизвестна. Предполагается, что он мог родиться в 502 году[28][35][36][37].